# New Maps of Hell
New Maps of Hell est le quatorzième album du groupe Bad Religion. Il est sorti le 9 juillet 2007 en France sur le label Epitaph.

## Liste des chansons
| #  | Titre                                                                  | Durée | Compositeur    |
| -- | ---------------------------------------------------------------------- | ----- | -------------- |
| 01 | "52 Seconds"                                                           | 0:58  | Brett Gurewitz |
| 02 | "Heroes and Martyrs"                                                   | 1:25  | Brett Gurewitz |
| 03 | "Germs of Perfection"                                                  | 1:27  | Greg Graffin   |
| 04 | "New Dark Ages"                                                        | 2:47  | Brett Gurewitz |
| 05 | "Requiem for Dissent"                                                  | 2:08  | Greg Graffin   |
| 06 | "Before You Die"                                                       | 2:34  | Greg Graffin   |
| 07 | "Honest Goodbye"                                                       | 2:51  | Brett Gurewitz |
| 08 | "Dearly Beloved"                                                       | 2:19  | Brett Gurewitz |
| 09 | "Grains of Wrath"                                                      | 3:00  | Greg Graffin   |
| 10 | "Murder"                                                               | 1:18  | Brett Gurewitz |
| 11 | "Scrutiny"                                                             | 2:36  | Greg Graffin   |
| 12 | "Prodigal Son"                                                         | 3:07  | Brett Gurewitz |
| 13 | "The Grand Delusion"                                                   | 2:10  | Greg Graffin   |
| 14 | "Lost Pilgrim"                                                         | 2:28  | Greg Graffin   |
| 15 | "Submission Complete"                                                  | 3:40  | Greg Graffin   |
| 16 | "Fields of Mars"                                                       | 3:39  | Brett Gurewitz |
| 17 | "Sorrow (Acoustic)" (disponible sur la version japonaise de l'album)   | 3:17  | Brett Gurewitz |
| 18 | "God Song (Acoustic)" (disponible sur la version japonaise de l'album) | 2:17  | Greg Graffin   |